# On Cinema
On Cinema (ook wel On Cinema at the Cinema genoemd) is een Amerikaanse komische filmrecensie-podcast en -webserie met in de hoofdrollen Tim Heidecker en Gregg Turkington. Het duo speelt (onder hun eigen naam) een stel ongelukkige filmrecensenten. De serie begon als een podcast, die werd gepubliceerd van 2011 tot 2013. Daarna werd het gecontinueerd als een professioneel geproduceerde internetvideoserie, mogelijk gemaakt door Thing X van 2012-2013 voor de eerste twee seizoenen, en daarna door Adult Swim vanaf 2013. 
On Cinema at the Cinema bestaat momenteel uit 10 seizoenen, een spin-off serie getiteld "The Trial", een spin-off serie, Decker, een On Cinema Live! tournee en een film getiteld "Mister America". 
De show heeft een toegewijde cult-aanhang van fans die meespelen met de verhaallijn via sociale media, waar ze vaak partij kiezen als "GreggHeads" of "TimHeads". Heidecker en Turkington begonnen ook Decker-Con, waar ze als hun personage verschijnen en fans ontmoeten.

## Concept
De eerste podcast-afleveringen van On Cinema duurden meestal niet langer dan twee minuten. Heidecker en Turkington "recenseerden" films zonder dat ze daadwerkelijk zinvolle informatie of kritisch inzicht gaven. Bijna elke film die op On Cinema is gerecenseerd heeft een beoordeling gekregen van "5 bags of popcorn" (vijf zakken popcorn), ongeacht het kritisch ontvangst van de film.
Toen On Cinema van een podcast uitgroeide tot een online videoserie, nam de duur van de afleveringen toe tot een gemiddelde lengte van acht tot twaalf minuten. Hoewel het recenseren van film het centrale idee bleef, verschoof de focus van een parodie op de amateuristische podcast-praktijk als snel naar een uitgebreide, geïmproviseerde karakterstudie van de twee gastheren. Heidecker, in zijn rol, gebruikt zijn camera-tijd dikwijls om alles behalve films te discussiëren. In het bijzonder gebruikt hij zijn tijd om te praten over bizarre kwalen, persoonlijke moeilijkheden, zijn rechtse politieke ideeën, of gewoon om Turkington te kleineren. Het personage van Turkington beschouwd zichzelf als een "filmexpert", hoewel de enige kwalificatie hiervoor is zijn enorme collectie videobanden van onbekende films uit de jaren 1980 en '90. Voorts voorziet de serie de kijker van recensies die opzettelijk geen werkelijk kritisch inzicht geven. In recentere seizoenen, vanaf 2019 gesproken, is te zien hoe Tim zijn interesse in recenseren verliest; in plaats daarvan heeft hij een tv-serie gecreëerd, genaamd Decker, en een rockband, Dekkar. 
Er zijn verschillende gastoptreden geweest van acteurs, regisseurs en scenarioschrijvers, waaronder Sally Kellerman, Candy Clark en Keith Gordon.
Heidecker en Turkington geven films een beoordeling op hun eigen verzonnen schaal van 0 tot 5 'bags of popcorn' (zakken popcorn). Vrijwel altijd geven de twee alle films 5 bags of popcorn, ongeacht het algemeen kritisch ontvangst van de film. Naast bags of popcorn tellen de twee vaak ook nog een denkbeeldig souvenirtje, of één of twee cups of soda (bekers frisdrank), mee in de beoordeling.

## Hoofdpersonen

### Tim Heidecker
Tim is de maker van On Cinema en tevens presentator ("host"), totdat hij in Seizoen 10 in deze positie werd vervangen door Gregg Turkington en gedegradeerd werd naar omroeper. Hoewel hij filmcriticus is, lijkt hij erg weinig kennis te hebben over de films die hij discussieert, en lijkt hij er ook niets om te geven; hij gebruikt de serie vaker als platform om Gregg te pesten, zijn extreemrechtse politieke ideeën te uiten, en zijn andere projecten te promoten. Voorbeelden hiervan zijn: alternatieve geneeswijzen, zijn actie webserie Decker, zijn fotoboek Hog Shots en zijn band Dekkar. Tim is een agressieve, pathologisch egocentrische drugsverslaafde en alcoholist. Grote gedeelten van de serie worden besteed aan zijn verschillende gezondheidsproblemen, verslavingen en familiemoeilijkheden, tot groot ongenoegen van Gregg.

### Gregg Turkington
Gregg is een regelmatige gast en latere presentator van On Cinema. Vaak neemt hij de rol van gastheer van Tim over wanneer deze ziek is of opgesloten zit. Tim staat er echter altijd op dat Gregg zichzelf geen gastheer ("host") mag noemen, maar dat hij slechts een gast is. Gregg is een filmfanaat en noemt zichzelf een filmexpert, hoewel hij met afkeer en onzekerheid neerkijkt op daadwerkelijke experts en cineasten. Ondanks zijn duidelijke afkeer jegens Tim, en het aantal keer dat Tim hem aangevallen heeft, blijft Gregg terugkeren naar On Cinema in de hoop dat hij ooit tot co-host (mede-gastheer) benoemd zal worden. Er is bijna niets bekend over zijn persoonlijke leven, mede omdat hij elk gesprek naar een film-verwijzing toe leidt en hij gebeurtenissen in de echte wereld als nutteloze afleidingen ziet. Hij bezit over een grote collectie videobanden, welke hij de 'Victorville Film Archive' noemt, en waarover hij vaak opschept dat het het grootste filmarchief van Amerika is.
Greggs favoriete film is The Hobbit: hij noemt zichzelf een "Hobbit Head" en voert elk jaar tijdens de Oscars campagne voor de erkenning van Peter Jackson door de Academy, in de hoop dat Jackson voor zijn Hobbit-trilogie de prijs voor Beste Film krijgt. Gregg gelooft namelijk dat er een vakje onder de lijst van genomineerden bestaat, waarin elke film ingevuld kan worden.

## On Cinema Oscar Special
Vanaf 2013 zendt On Cinema jaarlijks tijdens de uitreikingen van de Oscars een live On Cinema Oscar Special uit. Tijdens deze speciale afleveringen, gericht op de uitreikingen van de Academy Awards, vinden vrijwel altijd technische problemen plaats, waardoor Tim losbarst in bulderende woedeaanvallen, vaak gepaard met fysiek geweld jegens medespelers. Vaste rituelen lijken ook de excuses en beloftes van Tim om zich desbetreffende keer zich behoorlijk te zullen gedragen en geen alcohol te drinken, en het onvermijdelijke dronkenschap dat desalniettemin volgt. In recentere Oscar Specials treedt Tim Heidecker op met zijn band Dekkar, tot ergernis van Gregg. Elk jaar pleit Gregg Turkington voor een Oscar voor de Hobbit-trilogie van Peter Jackson, zelfs wanneer er geen films in deze reeks in dat jaar zijn uitgebracht. 
In de zesde Oscar Special, de meest recente, is On Cinema overgenomen door het fictieve Delgado Media Holdings, een mediabedrijf gerund door de vader van een van de slachtoffers van het Electric Sun Desert Music Festival. Hierdoor ligt ook voor de Oscar Special de regie niet meer in handen van Tim Heidecker. In plaats van Tim, is de presentator Rafael Torres, iemand die in tegenstelling tot Tim en Gregg, wel lijkt te bezitten over de nodige filmkennis. Bovendien is Tim Heidecker verboden om op de set van de Oscar Special te komen. Wel is Turkington aanwezig. Desondanks komt halverwege de Special Tim, samen met zijn persoonlijke gewapende beveiliger, toch opdagen met een frauduleus gerechtelijk bevel waarin staat dat hij de rechtmatige eigenaar van On Cinema is. De Oscar Special zet zich voort met Tim als presentator, onder grote verontrusting van de overige crew die aanwezig is.

## The Trial
Tussen het negende en tiende seizoen van On Cinema, werd er een zesdelige miniserie uitgezonden, genaamd "The Trial". In deze miniserie van ongeveer vijf uur lang, staat het personage van Tim Heidecker terecht voor de moord op twintig tieners tijdens het fictieve Electric Sun Desert Music Festival. Tijdens dit festival, waar onder andere Heidecker met zijn band Dekkar/DKR optreedt, sterven twintig tieners ten gevolge van het inhaleren van giftige stoffen uit vape-pennen, die ontwikkeld en uitgedeeld zijn door Tim en zijn vriend en "arts" Luther Sanchez (beter bekend als "Dr. San"), een beoefenaar van de alternatieve geneeswijze.
Het live uitgezonden "The Trial" laat zonder camera-cuts de rechtszitting zien, waarin Tim (eerst via zijn advocaat, daarna zelf) zijn onschuld tracht te bewijzen tegen de aanklager, District Attorney Vincent Rosseti en diens assistent, en de jury. 
Tim, die na dag één ontevreden is met zijn advocaat en hem ontslaat, verdedigt zichzelf in de rechtszaal, hoewel hij over geen juridische kennis beschikt. Zijn argumenten zijn vol van drogredenen en vaak probeert hij de aanklager, de rechter en de jury af te leiden door te praten over dingen die niets met de zaak te maken hebben. Zelfs in de rechtszaal vertoont Tim agressie, namelijk wanneer hij de mogelijkheid krijgt om een getuige te ondervragen.
Omdat de jury niet tot een unaniem vonnis kan komen, wordt de zaak nietig verklaart; Heidecker gaat vrijuit. 
Gebeurtenissen voor en tijdens het festival werden besproken is seizoen 9 van On Cinema, met Gregg Turkington als gastheer. 

## Mister America
Op 9 oktober 2019 kwam de film Mister America uit, een film in het On Cinema-universum. Mister America volgt Tim Heideckers gestoorde poging deel te nemen aan de politieke wereld. Nadat hij een moord-aanklacht voor het verkopen van defecte e-sigaretten op een EDM-festival heeft weten te verslaan, zoekt Tim wraak door een absurde campagne te beginnen om de District Attorney van San Bernardino ten val te brengen. Aangedreven door zijn ego en onkunde, probeert hij zijn gebrek aan ervaring, kapitaal en populariteit te overwinnen door persoonlijke banden aan te gaan met nietsvermoedende kiezers. Het verloopt niet goed.